# Santuario della Fortuna Primigenia
Il Santuario della Fortuna Primigenia è un complesso sacro dedicato alla dea Fortuna della città di Praeneste (oggi Palestrina, Roma). Si tratta del "massimo complesso di architetture tardo-repubblicane dell'Italia antica".
Dal dicembre 2014 il Ministero per i beni e le attività culturali gestisce il sito e l'adiacente Museo archeologico nazionale tramite il Polo museale del Lazio, nel dicembre 2019 divenuto Direzione regionale Musei. 
A seguito del nuovo Regolamento di organizzazione del Ministero della cultura, dettato dal DPCM del 15 marzo 2024, il Museo archeologico Nazionale Prenestino, il Santuario della Fortuna Primigenia e il Complesso degli edifici del foro di Praeneste rientrano, assieme al Parco archeologico di Gabii, tra i luoghi di cultura dotati di autonomia speciale.

## Storia

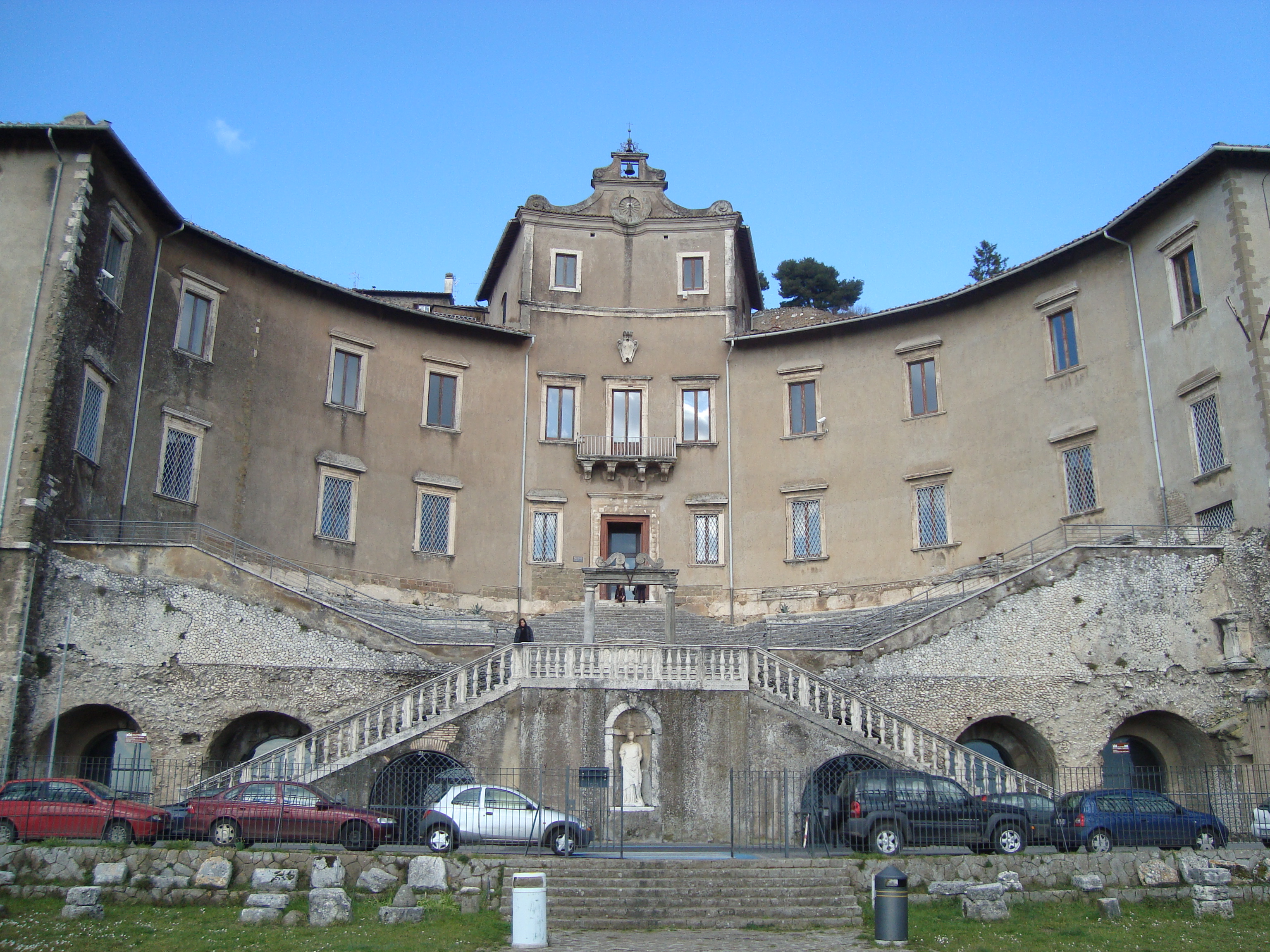
Il palazzo Barberini che occupa il settore superiore del santuario ricalcandone la pianta

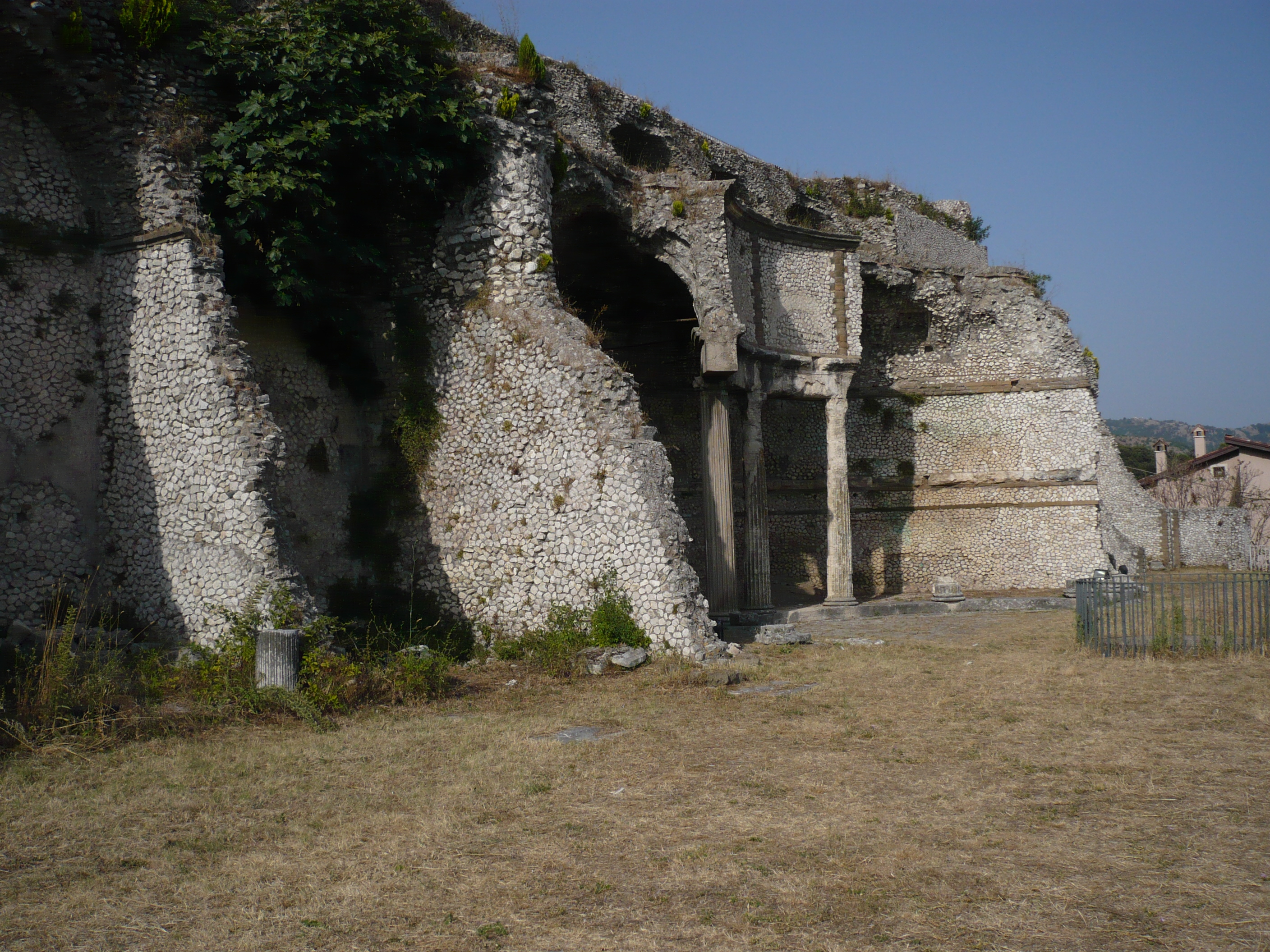
L'emiciclo di destra sulla "terrazza degli emicicli", con il pozzo delle sorti, nucleo del santuario oracolare.

Il santuario fu costruito alla fine del II secolo a.C. La datazione del complesso, tradizionalmente considerato di età sillana, fu rimessa in discussione dai primi editori del complesso (F. Fasolo, G. Gullini, Il santuario della Fortuna Primigenia a Palestrina, I-II, Roma 1953), che lo attribuirono piuttosto alla metà del II secolo a.C., ed è stata quindi riportata su basi epigrafiche alla fine dello stesso secolo.
I ritrovamenti attestano tuttavia l'esistenza del culto già dal IV-III secolo a.C.
Fu costruito probabilmente grazie a gruppi associati di cittadini, desiderosi di affermarsi dopo essersi arricchiti con i flussi di denaro e di manodopera provenienti dall'Oriente grazie alle guerre e ai notevoli traffici commerciali. Si trattava con tutta probabilità di una classe devota all'imperialismo romano, ma esclusa dalla vita politica: non a caso Preneste fu l'ultimo avamposto in Italia a venire normalizzato nella guerra sociale e nella guerra anti-Silla.
Il santuario era celebre in tutto il mondo Romano per il culto della Fortuna Primigenia ovvero "prima-nata" dei figli di Giove, ma anche Primordiale e dunque Madre e contemporaneamente figlia di Giove. Il culto era associato all'oracolo che avveniva mediante l'estrazione delle sortes, le sorti. I fedeli e i devoti provenienti da ogni parte chiedevano responsi per le loro necessità alla divinità. Essi non accedevano direttamente alle sorti, incise su tavolette in caratteri antichi, che venivano invece estratte da un bambino. Costui simboleggiava Iupiter Puer (Giove Bambino) molto venerato dalle madri di Preneste. Durante l'Impero al titolo Iupiter Puer fu accostato quello di Iupiter Arcanus, cioè custode (sovrannaturale) dell "arca". L'arca era il contenitore in legno di ulivo, l'albero miracoloso che sorgeva sul terreno su cui il santuario venne costruito. L'arca dunque fatta con il legno dell'albero sacro custodiva le "sorti" che davano i responsi dell'oracolo.
I suoi resti, che erano stati nel tempo inglobati nell'abitato medioevale, furono rimessi in luce in seguito al bombardamento del centro cittadino nel 1944.

## Descrizione

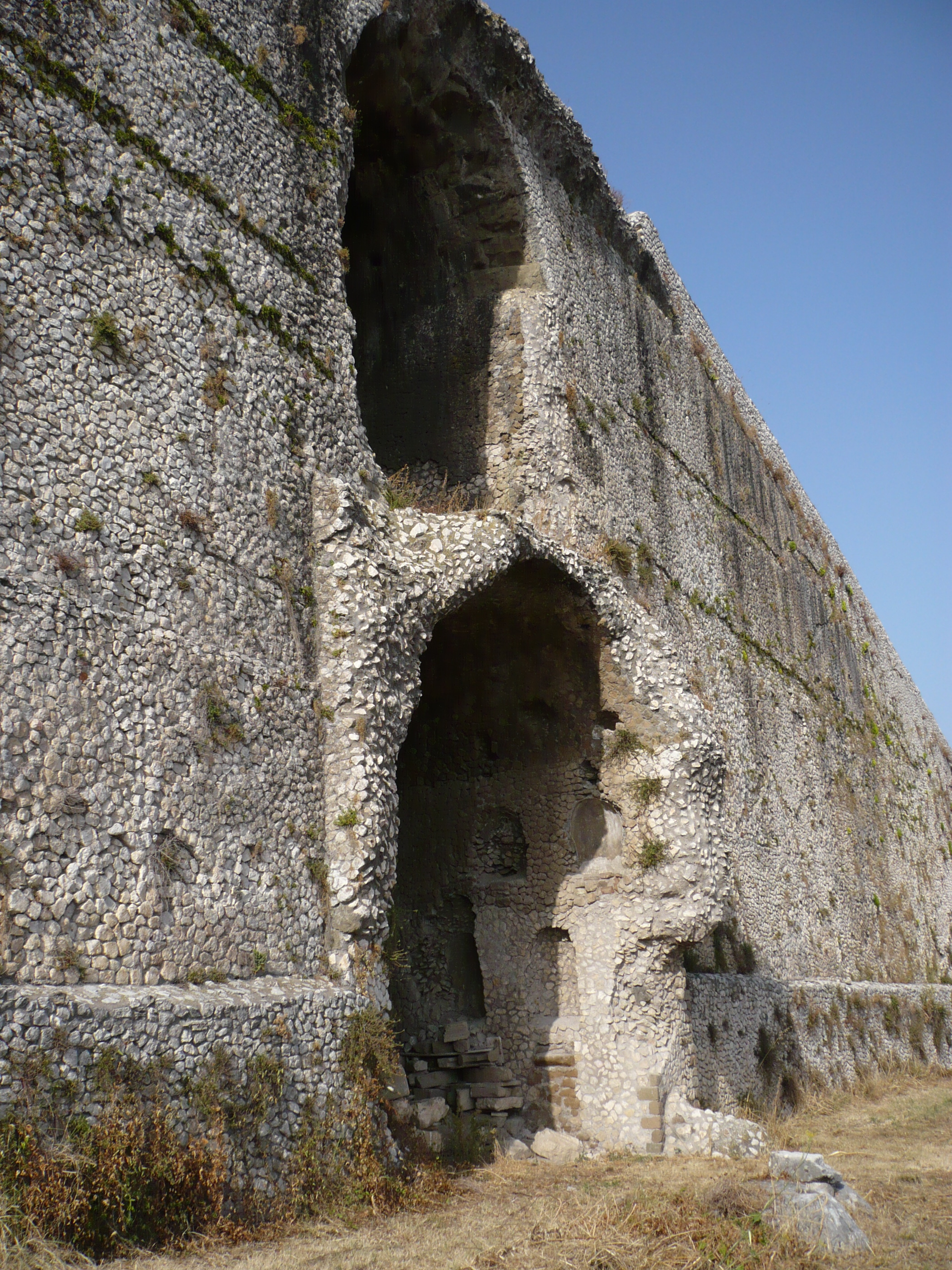
La doppia rampa che permette di accedere alle terrazze superiori, vista dal basso

Il santuario si articola su sei terrazze artificiali, edificate sulle pendici del monte Ginestro, collegate tra loro da rampe e scalinate di accesso. I muri di fondo delle terrazze sono realizzati in opera poligonale e in opera incerta.

### Prime due terrazze
Le prime due terrazze erano accessibili dal foro cittadino per mezzo di una serie di scalinate laterali, ed erano delimitate da due giganteschi muri in opera poligonale. La seconda terrazza è dotata di cinque vasche lustrali (ninfei ad emiciclo) precedute da quattro colonne e alle quali si affiancavano ambienti di servizio.

### Terza terrazza
La terrazza sovrastante dava accesso a due monumentali rampe porticate, chiuse da un muro verso valle e coperte per metà da volte. I capitelli dorici delle semicolonne che ornano il muro di fondo all'interno presentano la medesima inclinazione della rampa. Al centro la rampa aveva una sorta di terrazza aperta che permetteva la visione del soprastante sistema di scale per le terrazze superiori. Al di sotto della terrazza due archi ciechi sovrapposti la sorreggono, creando un'ulteriore decorazione dell'asse centrale. Una piccola esedra porticata conduce agli ambienti di servizio, con pitture di "primo stile".

### Quarta terrazza

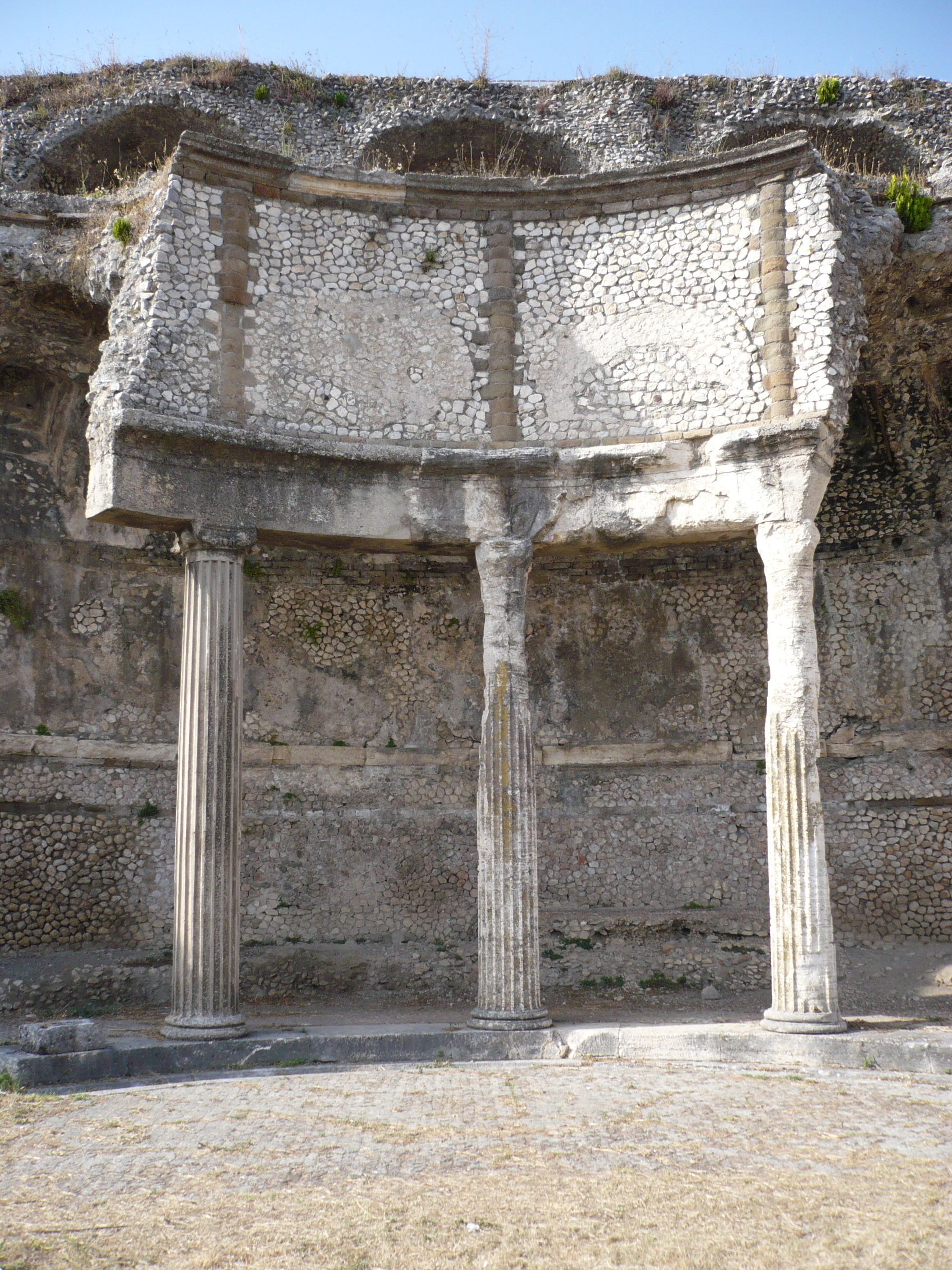
Resti di uno degli emicicli

Le rampe davano accesso ad una terrazza con sul fondo un porticato di ordine ionico, sovrastato da un attico a semicolonne e interrotto da due esedre ugualmente porticate, coperte da volte anulari con cassettoni e dotate di sedili ("terrazza degli emicicli").
Su questa terrazza aveva sede il culto oracolare e vi si trovava il pozzo sacro (il locus religiose saeptus dove venivano scoperte le sortes della dea) e la statua della Fortuna che allatta Giove e Giunone bambini, di cui parlano le fonti antiche. Questi elementi erano infatti incorniciati ciascuno da una delle esedre porticate: quello di sinistra aveva al centro un basamento, forse un donario, e quello di destra presentava una piccola tholos coperta a cono che sormontava il profondissimo pozzo.
Dal centro del portico partiva la ripida scalea che portava alla quinta e sesta terrazza.

### Quinta terrazza
La quinta terrazza ("terrazza dei fornici") presenta un muro di fondo con semicolonne corinzie, che inquadrano alternativamente una nicchia o una finta porta affiancata da due targhe.

### Sesta terrazza
Un'ultima terrazza ("piazza della cortina"), più ampia, era un vasto piazzale a "U", delimitato su tre lati da un doppio portico di ordine corinzio e ospitava al centro del lato di fondo una cavea teatrale, sotto la quale il portico continuava come criptoportico. La sostruzione del declivio è decorata da archi tra semicolonne tuscaniche e fregio dorico.
La cavea era a sua volta coronata da un altro doppio portico corinzio semicircolare, chiuso sul fondo da un muro e sopra di esso sorgeva il piccolo tempio circolare, del quale restano solo le fondazioni. Qui si trovava il simulacro della dea, che ci è giunta e che è un'importante scultura del tardo ellenismo. È composta da più materiali: marmo bianco per le parti nude e marmo bigio asiatico per il resto.

## Il palazzo Barberini

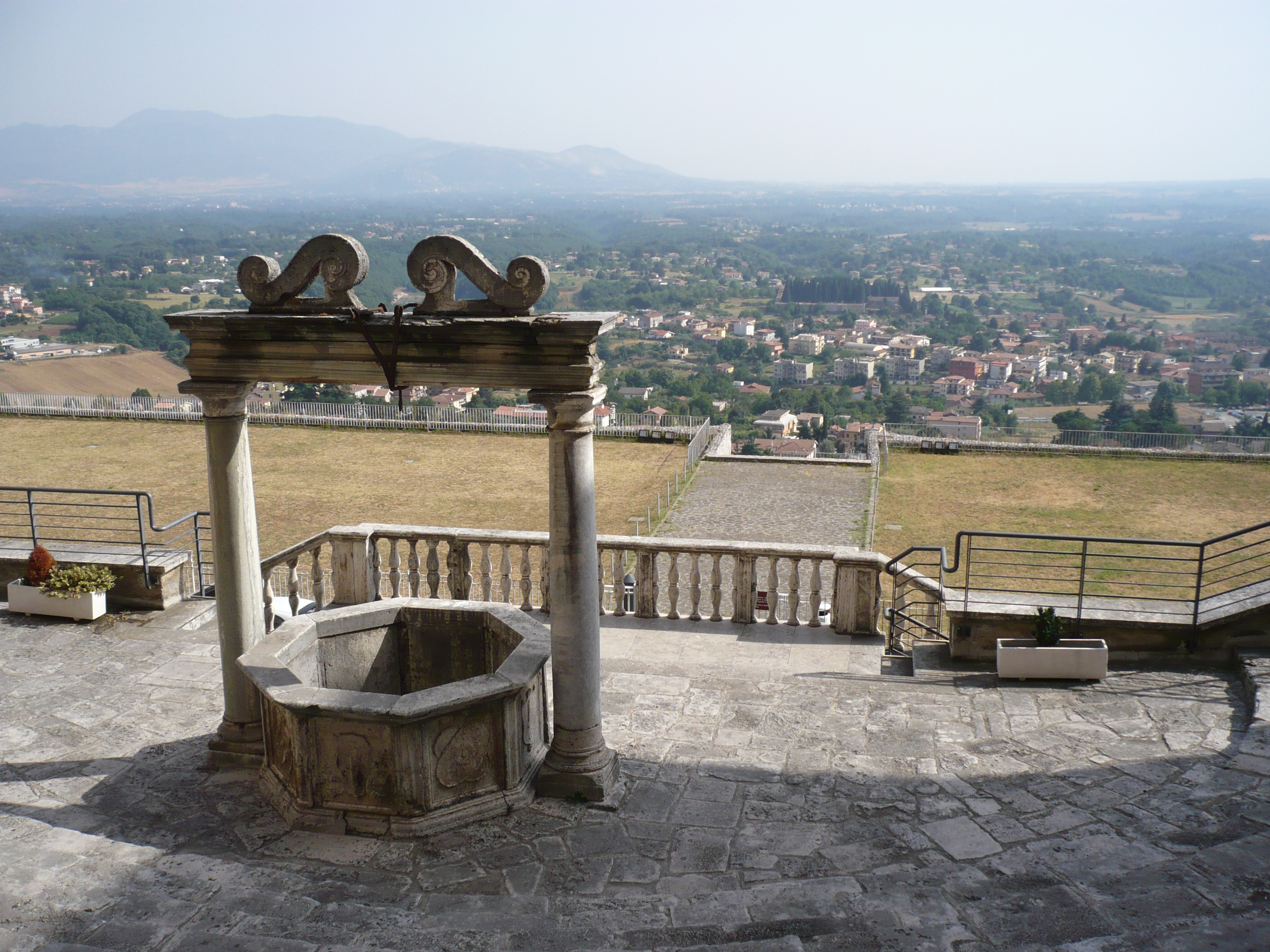
Il pozzo di palazzo Barberini al centro della ricostruita cavea teatrale e vista dalla sommità del santuario. Si intravede la sottostante "terrazza della cortina".

Sopra il portico di fondo e la cavea teatrale dell'ultima terrazza sorse nel XII secolo ad opera dei Colonna, il palazzo Colonna Barberini, ricostruito nelle forme attuali da Taddeo Barberini nel 1640 e dal 1956 sede del Museo archeologico prenestino.

## Profilo tecnico-artistico
Il santuario fa parte dei grandi santuari romano-ellenistici del Lazio insieme al santuario di Terracina e a quello di Ercole Vincitore a Tivoli. Fu ispirato probabilmente alle grandi costruzione ellenistiche a terrazze, come il santuario di Atena Lindia a Rodi, e presenta un altissimo livello tecnico e stilistico.
Gli edifici sono costruiti con gettate cementizie, coperti da opus incertum finissimo. Vi è un ampio uso delle volte, ma unicamente nelle strutture di sostruzione o nelle nicchie e spesso sono mascherate da elementi rettilinei, come sulla "terrazza degli emicicli".
Notevole sul piano formale è l'uso dell'impianto assiale e la forma ad "U" dell'ultima terrazza, che è bilanciata dalla sistemazione a scansione orizzontale delle prime terrazze. Molto studiata è l'alternanza tra pieni e vuoti, tra pause e accelerazioni in verticale, che equilibra magistralmente il moto ascensionale e le fughe prospettiche, con una padronanza che non ha uguali in altre opere dell'architettura antica in Italia. L'opera viene infatti attribuita a un architetto tardo-ellenistico di grande talento, formatosi nell'ambiente del "barocco" ellenistico e tra i capostipiti della generazione di grandi architetti attivi a Roma e in Italia tra la fine del II e gli inizi del I secolo a.C.

## Fortuna e influenza

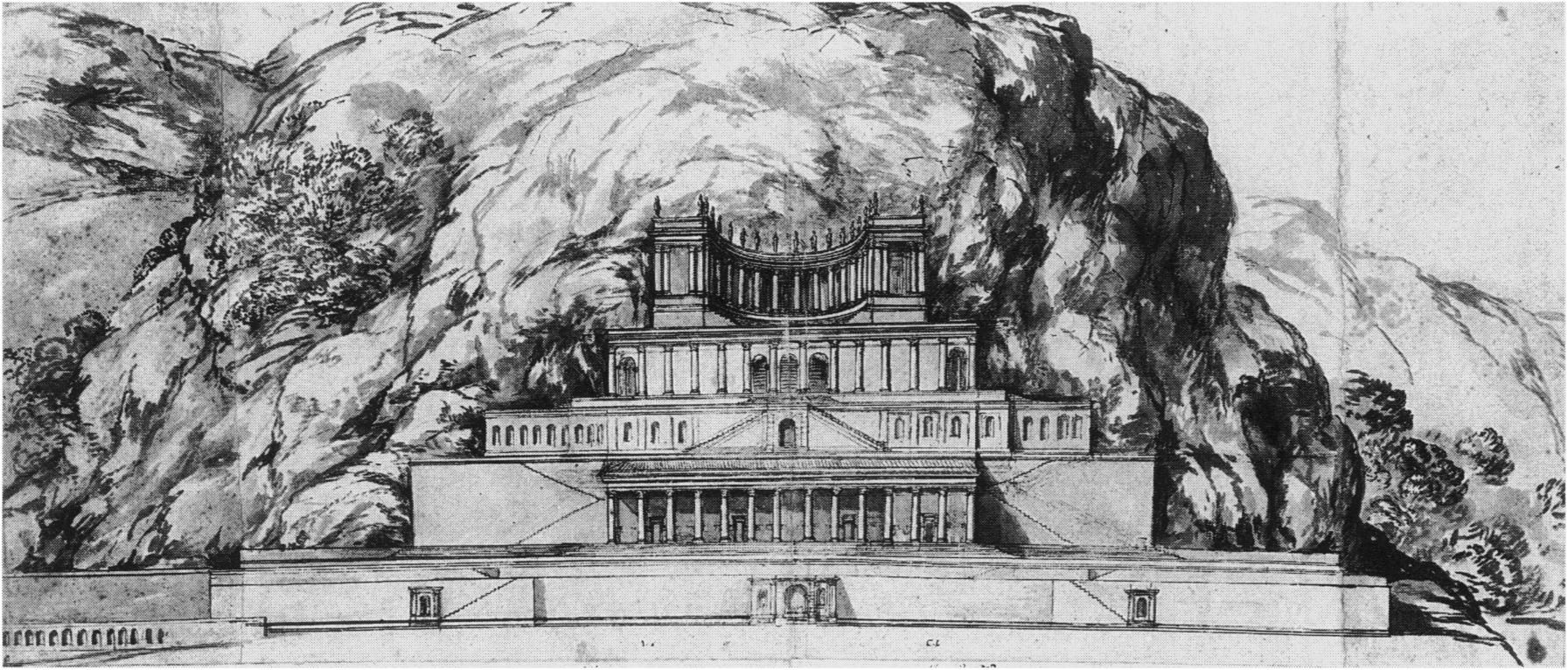
Ipotesi ricostruttiva di Pietro da Cortona

Il complesso archeologico ha sempre interessato architetti ed artisti di tutti i tempi. Diverse ipotesi ricostruttive del santuario furono proposte da architetti e studiosi come Andrea Palladio, Pietro da Cortona, Domenico Castelli, Luigi Canina, Heinz Kähler e Fausto Zevi.
La struttura di terrazzamenti ed i volumi del Santuario hanno ispirato la composizione architettonica di numerosi edifici. Tra questi il Belvedere Vaticano (1504) progettato da Bramante, la villa Sacchetti del Pigneto (1635) di Pietro da Cortona, il progetto per il palazzo imperiale di Schönbrunn (1690) di Fischer von Erlach, il Vittoriano (1884-1911) di Giuseppe Sacconi, il progetto per il Pocono Art Center (1972) di Louis Kahn, the Mississauga City Hall Complex (1982-6) di Jones and Kirkland Architects nonché diverse opere degli architetti Francesco Venezia, James Stirling e Robert Venturi.